# Danté Exum
Danté Exum, né le 13 juillet 1995 à Melbourne en Australie, est un joueur australien de basket-ball évoluant aux postes de meneur et d'arrière.

## Jeunesse
Exum est né à East Melbourne dans la banlieue de Melbourne, en Australie. Il a une sœur jumelle, Tierra, aujourd'hui gymnaste de niveau international[réf. nécessaire]. Il est le fils de Cecil Exum, un joueur professionnel de basket-ball américain naturalisé australien, drafté en 1984 et vainqueur du tournoi NCAA 1982 avec les Tar Heels de la Caroline du Nord (qui comprenait Michael Jordan, Sam Perkins et James Worthy).

## Carrière

### Sélection nationale
Exum participe au Championnat du monde des 17 ans et moins qui se déroule à Kaunas à l'été 2012. L'Australie est battue en finale par les États-Unis. En moyenne, Exum marque 17,2 points (4e meilleur marqueur de la compétition), prend 4,1 rebonds et fait 2,5 passes décisives en 27,6 minutes par rencontre. Exum est sélectionné dans l'équipe-type de la compétition avec le MVP américain Jahlil Okafor, l'Américain Justise Winslow, l'Argentin Gabriel Deck et le Croate Mario Hezonja,.
Le même été, il participe au championnat d'Océanie de basket-ball des 18 ans et moins (qui se joue en 3 rencontres). Le championnat est remporté par l'Australie. Exum est le meilleur passeur (6 passes par rencontre), meilleur intercepteur (3 interceptions par rencontre), deuxième meilleur marqueur (14,3 points par rencontre) derrière Reube Te Rangi, 5e meilleur rebondeur (4,7 rebonds par rencontre).
En mars 2013, Exum est sélectionné pour participer au Nike Hoop Summit, qui a lieu le 20 avril à Portland,. Ce match réunit les étoiles montantes du basket-ball mondial et oppose une équipe de jeunes américains à une sélection de joueurs du reste du monde. Lors de ce match, remporté par la sélection mondiale 112-98, il marque 16 points (à 6 sur 8 au tir).
Exum participe au Championnat du monde des 19 ans et moins 2013. Éliminée en demi-finale par la Serbie, l'Australie termine 4e de la compétition. Exum finit 6e meilleur marqueur (18,2 points en moyenne par rencontre) et 7e meilleur passeur (3,8 passes décisives) du championnat en 29,6 minutes de jeu par rencontre. Il est nommé dans l'équipe-type de la compétition avec le MVP américain Aaron Gordon, l'Américain Jahlil Okafor, le Croate Dario Šarić et le Serbe Vasilije Micić,.
En août 2013, Exum est sélectionné en équipe senior d'Australie pour le championnat d'Océanie de basket-ball.

### Jazz de l'Utah (2014-déc. 2019)
Le 26 juin 2014, lors de la draft 2014 de la NBA, Exum est sélectionné en 5e position par le Jazz de l'Utah.
Le 11 juillet 2014, il signe son premier contrat avec le Jazz.
En août 2015, il se blesse au ligament croisé antérieur du genou gauche et manque toute la saison 2015-2016.
Les 9 et 10 janvier 2017, il est envoyé en G-League chez les Stars de Salt Lake City.
Les 13 et 14 mars 2018, il est envoyé en G-League chez les Stars de Salt Lake City.
Le 1er juillet 2018, il devient agent libre.
Le 6 juillet 2018, il signe un nouveau contrat avec le Jazz.
Les 9 mars 2019, il est envoyé en G-League chez les Stars de Salt Lake City.
Entre le 30 octobre 2019 et le 6 novembre 2019, il est envoyé plusieurs fois chez les Stars de Salt Lake City.

### Cavaliers de Cleveland (déc. 2019 - janvier 2021)
Le 23 décembre 2019, il est envoyé aux Cavaliers de Cleveland contre Jordan Clarkson.

### Rockets de Houston (janvier - octobre 2021)
Le 13 janvier 2021, il est transféré aux Rockets de Houston dans un échange à quatre équipes. Il est coupé le 17 octobre 2021.

### FC Barcelone (2021-2022)
En décembre 2021, Exum s'engage pour trois mois avec le FC Barcelone. Il vient pour pallier les absences de plusieurs joueurs. Début mars 2022, son contrat est prolongé jusqu'à la fin de la saison.

### Partizan Belgrade (2022-2023)
En juillet 2022, Exum rejoint le KK Partizan Belgrade.

### Mavericks de Dallas (depuis 2023)
En juillet 2023, il fait son retour en NBA et signe avec les Mavericks de Dallas,.

## Palmarès
- Vainqueur de la Coupe du Roi 2022
- Champion de la Conférence Ouest 2024 avec  les Mavericks de Dallas

## Statistiques NBA

### Saison régulière
| Saison    | Équipe    | Matchs | Titul. | Min./m | % Tir | % 3pts | % LF  | Rbds/m. | Pass/m. | Int/m. | Ctr/m. | Pts/m. |
| --------- | --------- | ------ | ------ | ------ | ----- | ------ | ----- | ------- | ------- | ------ | ------ | ------ |
| 2014-2015 | Utah      | 82     | 41     | 22,2   | 34,9  | 31,4   | 62,5  | 1,60    | 2,41    | 0,50   | 0,17   | 4,79   |
| 2016-2017 | Utah      | 66     | 26     | 18,6   | 42,7  | 29,5   | 79,5  | 2,00    | 1,68    | 0,32   | 0,18   | 6,24   |
| 2017-2018 | Utah      | 14     | 0      | 16,8   | 48,3  | 27,8   | 80,6  | 1,86    | 3,07    | 0,57   | 0,21   | 8,14   |
| 2018-2019 | Utah      | 42     | 1      | 15,8   | 41,9  | 29,0   | 79,1  | 1,62    | 2,62    | 0,33   | 0,12   | 6,86   |
| 2019-2020 | Utah      | 11     | 0      | 7,6    | 43,5  | 33,3   | 100,0 | 1,09    | 0,64    | 0,09   | 0,18   | 2,18   |
| 2019-2020 | Cleveland | 24     | 1      | 16,8   | 47,9  | 35,1   | 73,2  | 2,29    | 1,38    | 0,50   | 0,25   | 5,62   |
| 2020-2021 | Cleveland | 6      | 3      | 19,3   | 38,5  | 18,2   | 50,0  | 2,80    | 2,20    | 0,70   | 0,30   | 3,80   |
| Total     | Total     | 245    | 72     | 18,6   | 40,7  | 30,5   | 76,4  | 1,80    | 2,10    | 0,41   | 0,18   | 5,72   |

### Playoffs
| Saison | Équipe | Matchs | Titul. | Min./m | % Tir | % 3pts | % LF  | Rbds/m. | Pass/m. | Int/m. | Ctr/m. | Pts/m. |
| ------ | ------ | ------ | ------ | ------ | ----- | ------ | ----- | ------- | ------- | ------ | ------ | ------ |
| 2017   | Utah   | 7      | 0      | 12,0   | 40,7  | 33,3   | 100,0 | 0,86    | 1,29    | 0,71   | 0,00   | 4,57   |
| 2018   | Utah   | 10     | 0      | 11,4   | 48,8  | 28,6   | 75,0  | 1,40    | 1,00    | 0,10   | 0,10   | 5,10   |
| Total  | Total  | 17     | 0      | 11,6   | 45,6  | 31,6   | 83,3  | 1,18    | 1,12    | 0,35   | 0,06   | 4,88   |

## Records sur une rencontre en NBA
Les records personnels de Danté Exum en NBA sont les suivants, :
| Type de statistique        | Saison régulière | Saison régulière            | Saison régulière  | Playoffs | Playoffs                 | Playoffs   |
| Type de statistique        | Record           | Adversaire                  | Date              | Record   | Adversaire               | Date       |
| -------------------------- | ---------------- | --------------------------- | ----------------- | -------- | ------------------------ | ---------- |
| Points                     | 28               | Timberwolves du Minnesota   | 5 janvier 2020    | 15       | Warriors de Golden State | 8 mai 2017 |
| Paniers marqués            | 11               | Timberwolves du Minnesota   | 5 janvier 2020    | 5        | Warriors de Golden State | 8 mai 2017 |
| Paniers tentés             | 15               | 1 fois                      | 1 fois            | 14       | Warriors de Golden State | 8 mai 2017 |
| Paniers à 3 points réussis | 7                | Lakers de Los Angeles       | 12 décembre 2023  | 2        | @ Rockets de Houston     | 2 mai 2018 |
| Paniers à 3 points tentés  | 10               | @ Bucks de Milwaukee        | 22 janvier 2015   | 5        | Warriors de Golden State | 8 mai 2017 |
| Lancers francs réussis     | 7                | @ Thunder d'Oklahoma City   | 11 mars 2017      | 4        | Warriors de Golden State | 8 mai 2017 |
| Lancers francs tentés      | 9                | @ Thunder d'Oklahoma City   | 11 mars 2017      | 4        | 2 fois                   | 2 fois     |
| Rebonds offensifs          | 4                | @ Nuggets de Denver         | 20 novembre 2016  | 2        | Rockets de Houston       | 4 mai 2018 |
| Rebonds défensifs          | 6                | 3 fois                      | 3 fois            | 3        | @ Rockets de Houston     | 2 mai 2018 |
| Rebonds totaux             | 8                | @ Heat de Miami             | 22 février 2020   | 4        | @ Rockets de Houston     | 2 mai 2018 |
| Passes décisives           | 13               | Knicks de New York          | 29 décembre 2018  | 2        | 7 fois                   | 7 fois     |
| Interceptions              | 3                | Hawks d'Atlanta             | 2 janvier 2015    | 1        | 6 fois                   | 6 fois     |
| Contres                    | 4                | @ Spurs de San Antonio      | 1er novembre 2016 | 1        | Rockets de Houston       | 4 mai 2018 |
| Balles perdues             | 6                | @ Trail Blazers de Portland | 11 avril 2015     | 3        | 3 fois                   | 3 fois     |
| Minutes jouées             | 37               | Knicks de New York          | 10 mars 2015      | 32       | Warriors de Golden State | 8 mai 2017 |

- Double-double : 1
- Triple-double : 0

Dernière mise à jour : 29 juin 2021